# Giovanni Luigi de Fieschi

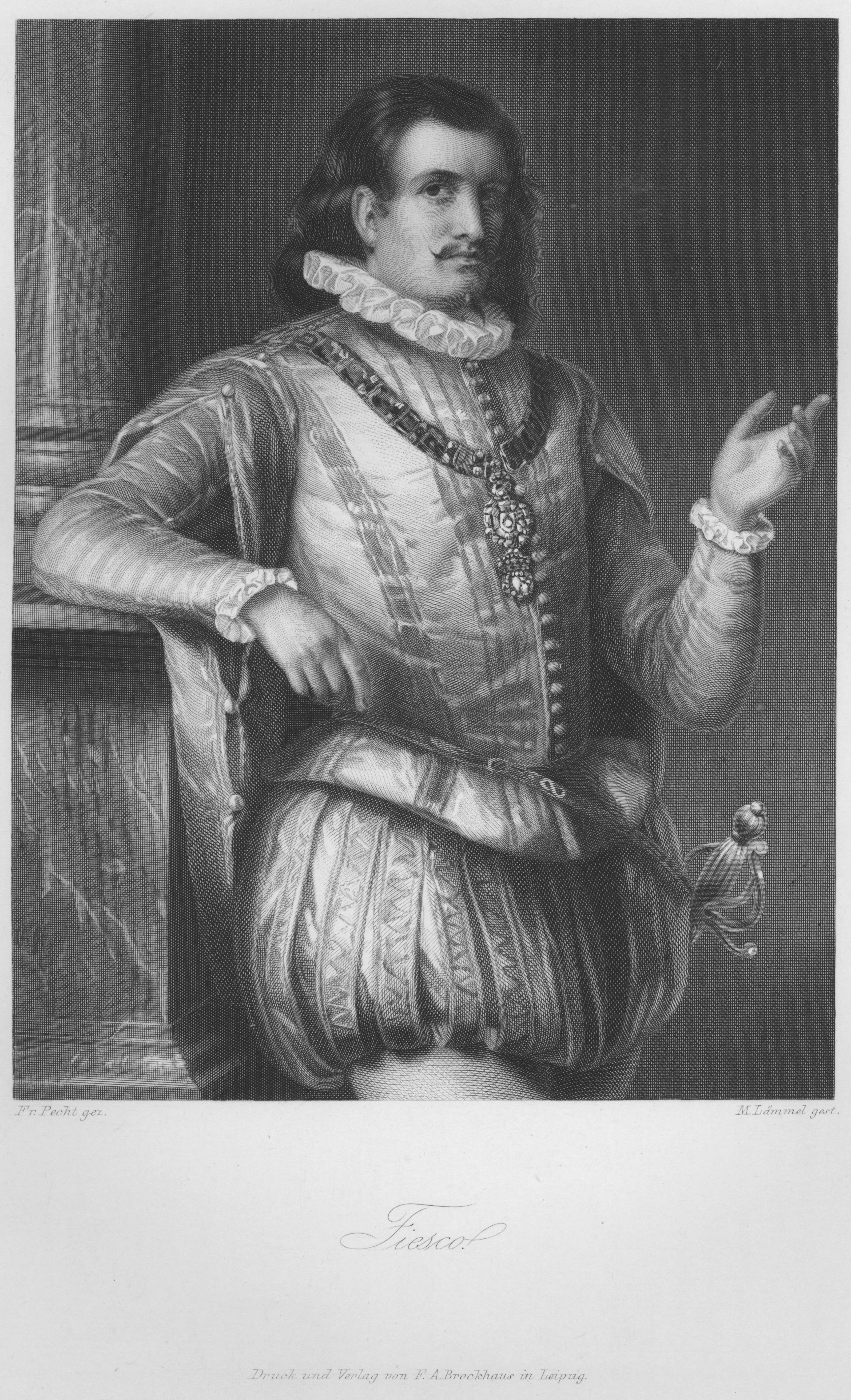
Fiesco aus der Schiller-Galerie,
Stahlstich von Lämmel nach Pecht, um 1859

Giovanni Luigi de Fieschi, Graf von Lavagna und Herr von Pontremoli, gewöhnlich Fiesco genannt (* 1524 oder 1525; † 2. Januar 1547 in Genua), war ein genuesischer Politiker.

## Leben
Giovanni entstammte der berühmten genuesischen Familie der Fieschi und kam durch den frühen Tod seines Vaters in den Besitz eines bedeutenden Vermögens. Schon als Knabe von feurigem Ehrgeiz erfüllt, beteiligte er sich 1544 an einem Plan, Genua mit französischen Truppen zu überfallen und in seine Gewalt zu bringen. Doch wurde das dazu bestimmte Korps beim Anmarsch von den Kaiserlichen geschlagen. Eifersüchtig auf die mit Kaiser Karl V. verbündeten und auf dessen Macht sich stützenden Doria, beschloss er mit seinen Brüdern Girolamo und Ottobuono und anderen unzufriedenen Edelleuten den Sturz jenes Geschlechts, an dessen Spitze der Doge Andrea Doria und dessen übermütiger, eitler Neffe Gianettino Doria standen. Das Unternehmen, das zugleich den Bund Genuas mit dem Kaiser sprengen sollte, wurde im Geheimen vom Papst und von Frankreich unterstützt.
Fieschi sammelte unter dem Vorwand der Ausrüstung einiger Galeeren für einen Zug gegen die Osmanen mehrere hundert Söldner, besetzte in der Nacht vom 1. zum 2. Januar 1547 mit seinen Verschwörern das Tor von St. Thomas, überrumpelte die Hafenwache, bemächtigte sich der Galeeren und besetzte die Hauptplätze der Stadt.
Gianettino Doria wurde niedergestoßen, Andrea Doria konnte entkommen. Fieschi selbst verunglückte, indem er von einer vom Ufer zu den Galeeren führenden Planke ins Wasser stürzte, von seiner schweren Rüstung auf den Grund gezogen wurde und ertrank. Der Aufstand war damit beendet, so dass Andrea Doria nach Genua zurückkehren konnte. Die Familie Fieschi und die übrigen Verschwörer wurden auf ewig aus der Stadt verbannt. Girolamo Fieschi musste sein Schloss Montobio nach 42-tägiger Belagerung übergeben und wurde hingerichtet. Ottobuono Fieschi entkam nach Frankreich und trat in französische Dienste, geriet acht Jahre später in spanische Gefangenschaft, wurde an Genua ausgeliefert und ertränkt. Fieschis Witwe Eleonora Cybo (1523–1594), eine hochbegabte Frau, Schwester des Fürsten von Massa e Carrara, heiratete später den General Chiappino Vitelli (Generalfeldmarschall gegen die aufständischen Niederlande in spanischen Diensten) und starb im Jahr 1594.
Durch Jean-Jacques Rousseau, der Fieschi einen der merkwürdigsten Charaktere der Geschichte nannte, auf diesen großen Stoff hingewiesen, hat Friedrich Schiller die Verschwörung Fieschis in der berühmten Tragödie Die Verschwörung des Fiesco zu Genua verarbeitet, die 1783 in Bonn zur Uraufführung kam.